# Yusuf Akçura

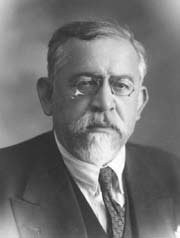
Yusuf Akçura

Yusuf Akçura (Tatarische Sprache: Yosıf Aqçura, türkisch Yusuf Akçura; * 1876 in Simbirsk (seit 1924 Uljanowsk); † 11. März 1935 in Istanbul) war ein türkischer Nationalist und ein Ideologe des Panturkismus.

## Biografie
Yusuf Akçura wurde in eine tatarische Familie geboren. Er war einziger Sohn von Hasan Akçurin und Bîbî Kamer Bânû. Als sein Vater 1883 starb, verließ er im Alter von sieben Jahren seine Heimatstadt und wanderte mit seiner Mutter ins Osmanische Reich aus. Er ging in Istanbul zu Schule und besuchte ab 1892 die osmanische Militärschule (Mekteb-i Harbiye), bevor er dann eine Stelle im Generalstab (Erkan-i Harbiye) erhielt. Er konnte seine Ausbildung dort nicht abschließen, da er wegen der Mitgliedschaft in einer aufrührerischen Bewegung angeklagt und ins Exil nach Fessan geschickt wurde.
Er floh aus seinem Exil 1899 nach Paris, wo er ein überzeugter Fürsprecher des türkischen Nationalismus wurde. 1903 kehrte er wegen eines Einreiseverbotes ins Osmanische Reich nach Kasan in Russland zurück und schrieb dort ausführlich über das Thema. Für sein Werk Üç Tarz-ı Siyaset (dt.: „Drei Arten von Politik“) 1904, das in der Zeitschrift Turk in Kairo erschien, erhielt er viel Aufmerksamkeit. In der Schrift erörtert er drei verschiedene Ideologien, um einen türkischen Staat zu gründen: Islamismus, Osmanismus und Türkismus. Er rief die Türken auf, sich vom multiethnischen Osmanischen Reich zu lösen und stattdessen ganz zu ihrer türkischen Identität zurückzukehren. Anfangs als Extremist angesehen, wurden seine Ideen nach der Jungtürkischen Revolution 1908 und der Zweiten osmanischen Verfassungsperiode populärer. 1905 war er einer der Gründer der „Ittifaq al-Muslimin“ (Bündnis der Muslime), einer Partei der russischen Muslime, die im Zuge der Russische Revolution von 1905 gegründet wurde.
Der Nationalismus wuchs im Land, so dass er ins Osmanische Reich zurückkehrte und 1911 die Zeitschrift Türk Yurdu (Türkische Heimat), die zur intellektuellen Kraft des wachsenden Nationalismus wurde. 1912 wurde er Mitglied des Türk Ocağı (dt.: Türkischer Heimatverein). Er unterschied sich vom Regime, indem er das Türkensein mit der türkischen Ethnie verband und verwandtschaftliche Verhältnisse mit anderen türkischen Völkern außerhalb des Reiches vertrat. Er war für die Schaffung einer nationalen Wirtschaft und wandte sich von den muslimischen Werten ab. Hierin unterschied er sich von Ziya Gökalp. Akçura wollte eine säkulare Türkei, weil er fürchtete, dass der Panislamismus die nationalistische Entwicklung behindern würde. Wegen dieser Haltung wurde er von Mustafa Kemal Atatürk geschätzt. Als Folge dessen entwickelte er sich zu einem prominenten Ideologen und Anwalt des Panturkismus in der frühen Phase der Republik. Seine Schriften waren weit verbreitet und er wurde zu einem der führenden Professoren an der Universität in Istanbul. 1920 heiratete er Selma Hanım. 1923 kandidierte er als Abgeordneter für Istanbul. Er war 1932 auch der Vorsitzende des Türk Tarih Kurumu. Er war Abgeordneter der Provinz Kars.
Yusuf Akçura starb am 11. März 1935 in Istanbul an einem Herzinfarkt und ist auf dem Friedhof der Märtyrer in Edirnekapı in Istanbul begraben.